# Traudl Junge
Gertraud "Traudl" Junge, nata Gertraud Humps (Monaco di Baviera, 16 marzo 1920 – Monaco di Baviera, 11 febbraio 2002), è stata una scrittrice tedesca, una tra le ultime segretarie private di Adolf Hitler.

## Biografia

### Infanzia e gioventù
Gertraud, sempre menzionata con l'ipocoristico Traudl nel corso di tutta la sua vita, era figlia di Max Humps, produttore di birra, e di Hildegard Zottman, figlia del generale Maximilian Zottman (1852-1942). Aveva una sorella più piccola di nome Inge (1923-2008). Dopo la nascita delle due figlie, Max Humps perse il lavoro e aderì al Freikorps Oberland, un'organizzazione politica di destra a cui aderì anche Adolf Hitler, e si schierò contro la repubblica di Weimar, venendo per questo bandito. Lasciò quindi la famiglia ed emigrò in Turchia quando Traudl aveva cinque anni. Lì riprese a lavorare nell'attività di cui si era occupato precedentemente. Hildegard non volle seguirlo, chiese il divorzio e andò con le figlie a vivere con suo padre, il generale Zottman, descritto da Traudl come prepotente e severo.
Nel 1933 Traudl sognava di diventare ballerina come la sorella, ma la situazione economica della sua famiglia non glielo permetteva, e nel 1936 studiò per diventare segretaria. Trovò lavoro come impiegata, assistente in un giornale e segretaria in una società. Nel 1942 Traudl Humps raggiunse a Berlino sua sorella Inge, che nel frattempo era diventata una ballerina del Deutsches Theater e, con l'aiuto di Albert Bormann, fratello di Martin, trovò lavoro nella Cancelleria del Reich. Si occupava della corrispondenza del Führer, finché venne indetto un concorso riservato al personale della Cancelleria per sostituire una delle segretarie personali di Hitler, Gerda Christian, che si era presa una lunga pausa dal lavoro. Traudl vi partecipò senza interesse, sognando ancora di diventare ballerina. Sostenne delle prove di dettatura nella Tana del Lupo (Wolfsschanze), dove per la prima volta incontrò Adolf Hitler in persona, e venne assunta a novembre.

### Segretaria personale di Hitler
Per tre anni circa lavorò a stretto contatto con Adolf Hitler, seguendolo nei suoi spostamenti a Berlino, nella Wolfsschanze in Prussia Orientale e nella residenza del Berghof a Berchtesgaden, come componente del quartetto di segretarie personali del dittatore, insieme a Johanna Wolf, Christa Schröder e Gerda Christian. Ciò le permise di seguire Hitler nella sua vita privata e di conoscerne gli aspetti personali e intimi. Il 19 giugno 1943, a Monaco di Baviera, Traudl Humps sposò Hans Hermann Junge, un ufficiale che lavorava anche lui per il Führer, e da quel momento si chiamò Gertraud (Traudl) Junge. Il marito morì sul fronte in Normandia il 13 agosto 1944.
Nei primi mesi del 1945 Traudl si trasferì con tutti i membri del personale di Hitler nel Führerbunker sotto la Cancelleria del Reich (Reichskanzlei), dove rimase fino alla morte del dittatore. La notte tra il 20 e il 21 aprile, quando ormai la fine era vicina e la sconfitta della Germania nazista inevitabile, Hitler propose al personale femminile di lasciare il bunker e trasferirsi al Berghof. Johanna Wolf e Christa Schroeder partirono, mentre Traudl Junge e Gerda Christian decisero di rimanere insieme a Constanze Manziarly, cuoca, Else Krüger, segretaria di Bormann, ed Eva Braun, compagna del Führer. La Junge era una buona amica di Eva Braun che le diede una pelliccia come suo ultimo regalo. La sera del 28 aprile, dopo avere sposato Eva Braun, Hitler dettò alla Junge il suo testamento politico e personale, per poi togliersi la vita insieme a sua moglie il 30 aprile, verso le 15:30. Il 1º maggio 1945 la Junge fuggì dal bunker con un gruppo guidato da Wilhelm Mohnke. Inizialmente visse sotto lo pseudonimo di Gerda Alt. Catturata dagli alleati sovietici, venne classificata come collaboratrice giovanile e liberata.

### Dopoguerra
Dopo la guerra Junge tornò a Monaco di Baviera, dove visse per il resto della vita, e lavorò come segretaria presso il Bayerischer Landesverein für Heimatpflege e redattrice di riviste scientifiche, presso Quick. Non si risposò mai né ebbe figli. Tra il 1946 e il 1947, scrisse le memorie degli anni passati al servizio di Hitler, che per anni cercò invano di pubblicare. Negli anni settanta fu intervistata e partecipò alla pubblicazione del libro Die Katakombe - Das Ende in der Reichskanzlei e al documentario The World At War. A causa di forti crisi di depressione endogena, andò prematuramente in pensione. Da quel momento ha trascorso gran parte del suo tempo libero insegnando a leggere alle persone non vedenti.

Nel 2000, firmato da Melissa Müller, André Heller e Othmar Schmiderer, fu realizzato L'angolo buio. La segretaria di Hitler, film-documentario che condensa in novanta minuti per il grande schermo una lunga intervista di ben dieci ore alla testimone degli ultimi mille giorni di vita di Hitler, ricca di particolari e aneddoti. Il giorno dopo la prima proiezione di questo documentario, tenutasi il 10 febbraio 2002, nell'ambito del festival cinematografico di Berlino, Traudl Junge morì di cancro in un ospedale di Monaco. Poco prima di morire, durante una conversazione telefonica con André Heller e Othmar Schmiderer, disse: 
Traudl Junge sostenne di non essere mai stata una nazista, non era iscritta al Partito nazista, e di non aver avuto sentore del genocidio messo in atto da Hitler, ma portò fino alla morte il peso del rimorso per non essersene mai resa conto, autodefinendosi sprovveduta e infantile, soprattutto dopo aver scoperto dalla targa commemorativa nell'università di Monaco che Sophie Scholl era stata una sua coetanea e che inoltre venne assunta come segretaria di Hitler proprio il giorno dell'esecuzione della Scholl. Dopo la sua morte, le sue memorie verranno pubblicate nel libro Fino all'ultima ora. Le memorie della segretaria di Hitler, 1942-1945.
La sua notorietà è cresciuta negli anni successivi alla sua morte, grazie al film La caduta - Gli ultimi giorni di Hitler, in cui vengono narrati gli ultimi giorni di vita di Hitler nel bunker della Cancelleria di Berlino. Qui la Junge è uno dei personaggi protagonisti, ed è stata interpretata dall'attrice Alexandra Maria Lara.

### Filmografia
- L'angolo buio. La segretaria di Hitler (Im toten Winkel. Hitlers Sekretärin), 2002, regia di André Heller e Othmar Schmiderer.
- La caduta - Gli ultimi giorni di Hitler (Der Untergang), 2004, regia di Oliver Hirschbiegel.